# Baía de Haifa

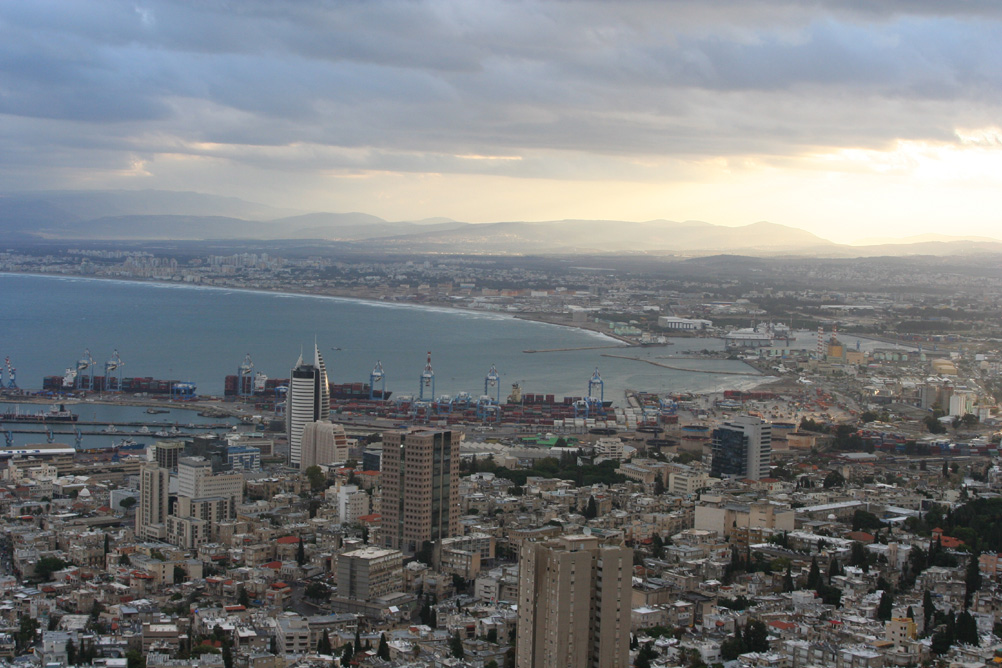
A baía de Haifa ao amanhecer.

A baía de Haifa ou Bahia de Haifa (em hebreu מפרץ חיפה, Mifratz Haifa) é uma pequena baía situada ao longo da costa mediterrânea de Israel. Alimentada pelo Rio Quisom, as cidades de Haifa e Acre definem seus limites meridional e setentrional respectivamente, enquanto sua zona central fica definida por formações de dunas e o subúrbio de Krayot. As escarpas do Monte Carmelo se iniciam em Haifa, se dirigindo para o sul, enquanto ao norte da baía se ergue até as montanhas da Galileia ocidental.
A baía de Haifa é o único porto natural de Israel no Mediterrâneo, ainda que o país possua outro porto artificial em Asdode, e outra saída ao mar Vermelho através de Eilat. É assim mesmo uma ativa área industrial, acolhendo numerosas refinarias costeiras de petróleo e plantas químicas, entre elas a refinaria de Haifa. Estas instalações têm originado muita poluição na baía, e são culpadas habitualmente por incrementar as taxas de doenças relacionadas nas comunidades próximas. O rio Kishon encontra-se também muito contaminado.
As duas torres gêmeas de 76 metros da companhia Bazan se tornaram um ícone da cidade.